# Shinya Yajima
Shinya Yajima (født 18. januar 1994) er en japansk fodboldspiller. Han var en del af den japanske trup ved Sommer-OL 2016.